# Centro de Triagem de Animais Silvestres
Centro de Triagem de Animais Silvestres (Cetas) é um órgão gerenciado pelo Ibama ou por outras instituições ambientais, com o objetivo de tratar e reintroduzir no meio ambiente os animais silvestres resgatados ou apreendidos pelos órgãos fiscalizadores, bem como recepcionar os animais silvestres que tenham sido mantidos em cativeiro doméstico como animais de estimação.
Existem dezenas de Centros de Triagens de Animais Silvestres espalhados pelo Brasil, todos vinculados ao Projeto Cetas-Brasil. Os requisitos mínimos para o funcionamento de um Cetas exigidos pelo Ibama são a presença de um biólogo, um médico-veterinário e/ou zootecnista e tratadores no quadro de pessoal.
Ao serem encaminhados para um Cetas, os animais são identificados taxonomicamente; caso pertençam a uma espécie exótica, não poderão ser reintroduzidos na natureza. Em seguida, são alojados em local adequado para receberem o devido tratamento. Após examinados, ficam sob quarentena, para receberem nutrição adequada e para a identificação do aparecimento de possíveis doenças.
Os animais apreendidos são preferencialmente transferidos para zoológicos, criadouros particulares registrados no Ibama e centros de pesquisa. As solturas geralmente são vinculadas a programas específicos de manejo para as diferentes espécies. Os animais ameaçados de extinção são tratados separadamente,  seguindo recomendações de comitês internacionais, quando existentes.